# Тянь Цзяфэн
Тянь Цзяфэ́н (кит. упр. 田佳峰, пиньинь Tián Jiāfēng; род. 16 сентября 1994, Чанчунь) — китайский кёрлингист.
В составе мужской команды Китая бронзовый призёр Тихоокеанско-азиатского чемпионата 2019.
Играет на позициях третьего и второго.

## Достижения
- Тихоокеанско-азиатский чемпионат по кёрлингу: бронза (2019).

## Команды
| Сезон                       | Четвёртый   | Третий      | Второй        | Первый        | Запасной                                    | Турниры              |
| --------------------------- | ----------- | ----------- | ------------- | ------------- | ------------------------------------------- | -------------------- |
| 2016—17                     | Ван Чжиюй   | Тянь Цзяфэн | Wang Xiangkun | Zhang Zezhong |                                             |                      |
| 2017—18                     | Ван Чжиюй   | Тянь Цзяфэн | Wang Xiangkun | Zhang Zezhong | Guan Tianqi тренер: Ли Гуансюй              | ЧМЮ 2018 (8 место)   |
| 2018—19                     | Тянь Цзяфэн | Хань Пэн    | Wang Xiangkun | Zhang Wen Xin |                                             | [ 3 ]                |
| 2019—20                     | Цзоу Цян    | Ван Чжиюй   | Тянь Цзяфэн   | Сюй Цзинтао   | Цзан Цзялян                                 |                      |
| 2019—20                     | Цзоу Цян    | Ван Чжиюй   | Тянь Цзяфэн   | Сюй Цзинтао   | Хань Пэн тренеры: Сёрен Гран, Марко Мариани | ТАЧ 2019             |
| 2020—21                     | Цзоу Цян    | Тянь Цзяфэн | Ван Чжиюй     | Сюй Цзинтао   | Хань Пэн тренер: Сёрен Гран                 | ЧМ 2021 (14 место)   |
| 2023—24                     | Ма Сююэ     | Цзоу Цян    | Ван Чжиюй     | Тянь Цзяфэн   | Ли Чжичао тренер: Лю Жуй                    | ПКЧ 2023 (9 место)   |
| Кёрлинг среди смешанных пар |             |             |               |               |                                             |                      |
| 2016—17                     | Yan Xue Qi  | Тянь Цзяфэн |               |               |                                             | [ 4 ]                |
| 2023—24                     | Ян Ин       | Тянь Цзяфэн |               |               | тренер: Чжоу Янь                            | ЧМСП 2024 (12 место) |

(скипы выделены полужирным шрифтом)